# Сромлє
Сромлє (словен. Sromlje) — поселення в общині Брежиці, Споднєпосавський регіон, Словенія. Висота над рівнем моря: 262,1 м.